# ЗнайКак
Znaikak.ru — ежедневный русскоязычный электронный журнал.
Каждый день на сайте публикуются новые статьи-ответы на вопросы, которые начинаются со слов Как…? (Например: Как выбрать…? Как сделать…?). К 19 января 2008 года сайт содержал 2965 статей по темам: «Как выбрать?», «Дом и семья», «Авто-мото», «Бизнес и работа», «Развлечения», «Любовь», «Как сделать?», «Компьютер», «Интернет», «Разное», «Спорт», «Дети». На сайте можно задать свой вопрос, в случае, если ответа на него нет в существующих статьях (система вопросов и ответов).
Регистрация необязательная, но зарегистрированный пользователь может добавлять комментарии к существующим статьям и предлагать для публикации свои статьи.

## История
- 17 мая 2004 — открытие
- Январь 2005 — был преодолён барьер в 1000 хостов
- 17 июня 2007 — опубликовано более 1500 статей.
- В 2007 году проект стал Дипломантом Фестиваля «Новая Реальность — 2007» в номинации «Развлечения»